# Jardín de la amistad japonesa del Kelley Park
Japanese Friendship Garden (Kelley Park) ( en español: Jardín de la amistad japonesa del Kelley Park), es un jardín japonés y jardín botánico, localizado en San José (California).

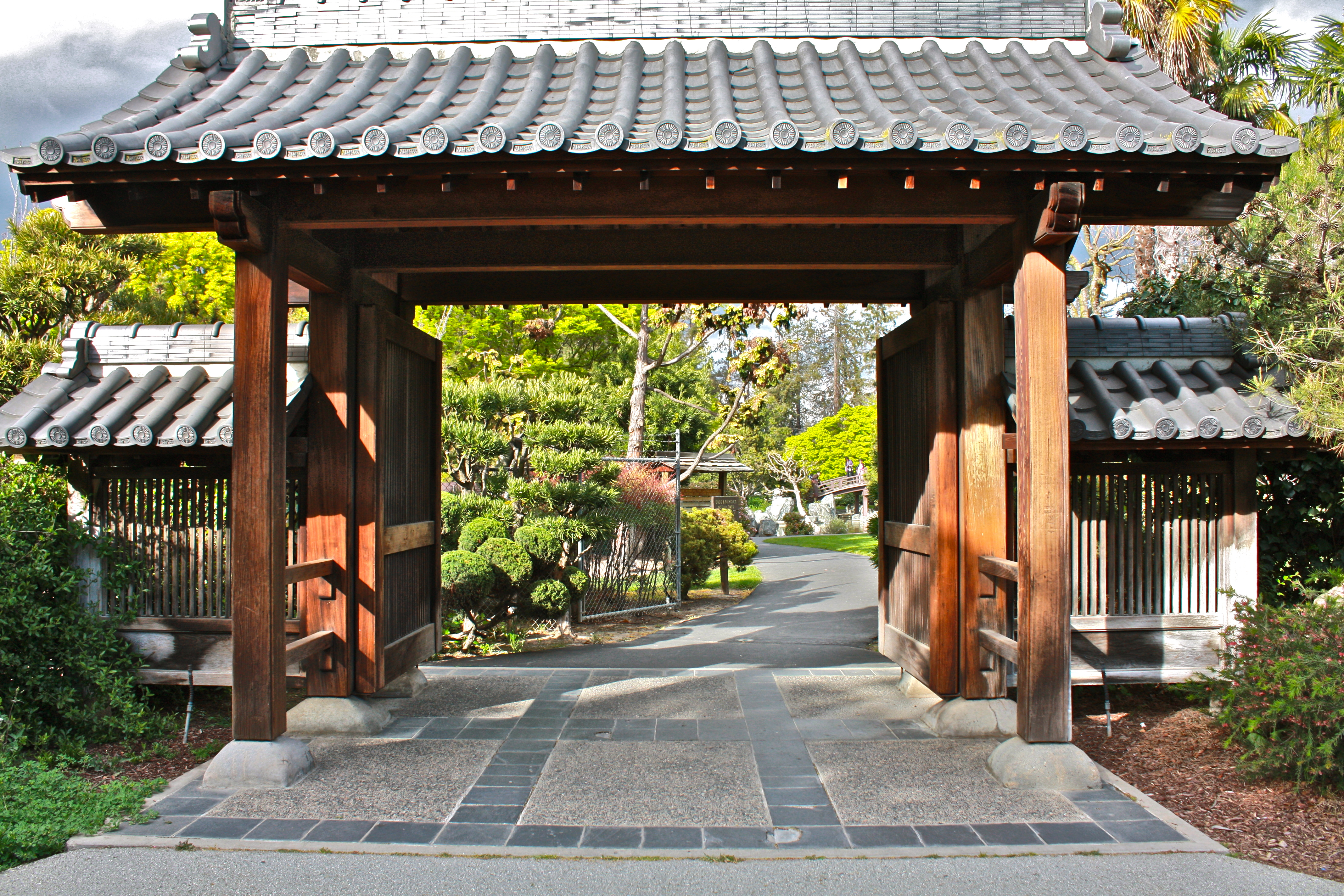
Entrada del "Japanese Friendship Garden".

## Localización
Se ubica en un recinto delimitado en el interior del Kelley Park de San José.
Japanese Friendship Garden 1300 Senter Rd, Kelley Park San José, Santa Clara county CA 95101 California United States of America-Estados Unidos de América.
Planos y vistas satelitales.37°19′20″N 121°51′40″O / 37.32222, -121.86111
La entrada es gratuita.

## Historia
Fue inaugurado en octubre del 1965.
Este jardín fue diseño tomando como modelo al Jardín Korakuen, el famoso jardín japonés en la ciudad de Okayama, ciudad japonesa hermanada con la ciudad de San José.

## Colecciones
El jardín japonés tiene tres charcas a diferentes niveles que están interconectadas con arroyos.
Las charcas fueron repobladas con peces koi que fueron enviados expresamente desde Okayama en 1966. 
Las plantas del jardín en su mayoría son plantas indígenas del Japón destacando colecciones de wisterias, lavandas, y azaleas entre otras, dependiendo de la temporada.
Algunas vistas del "Japanese Friendship Garden".

Detalles
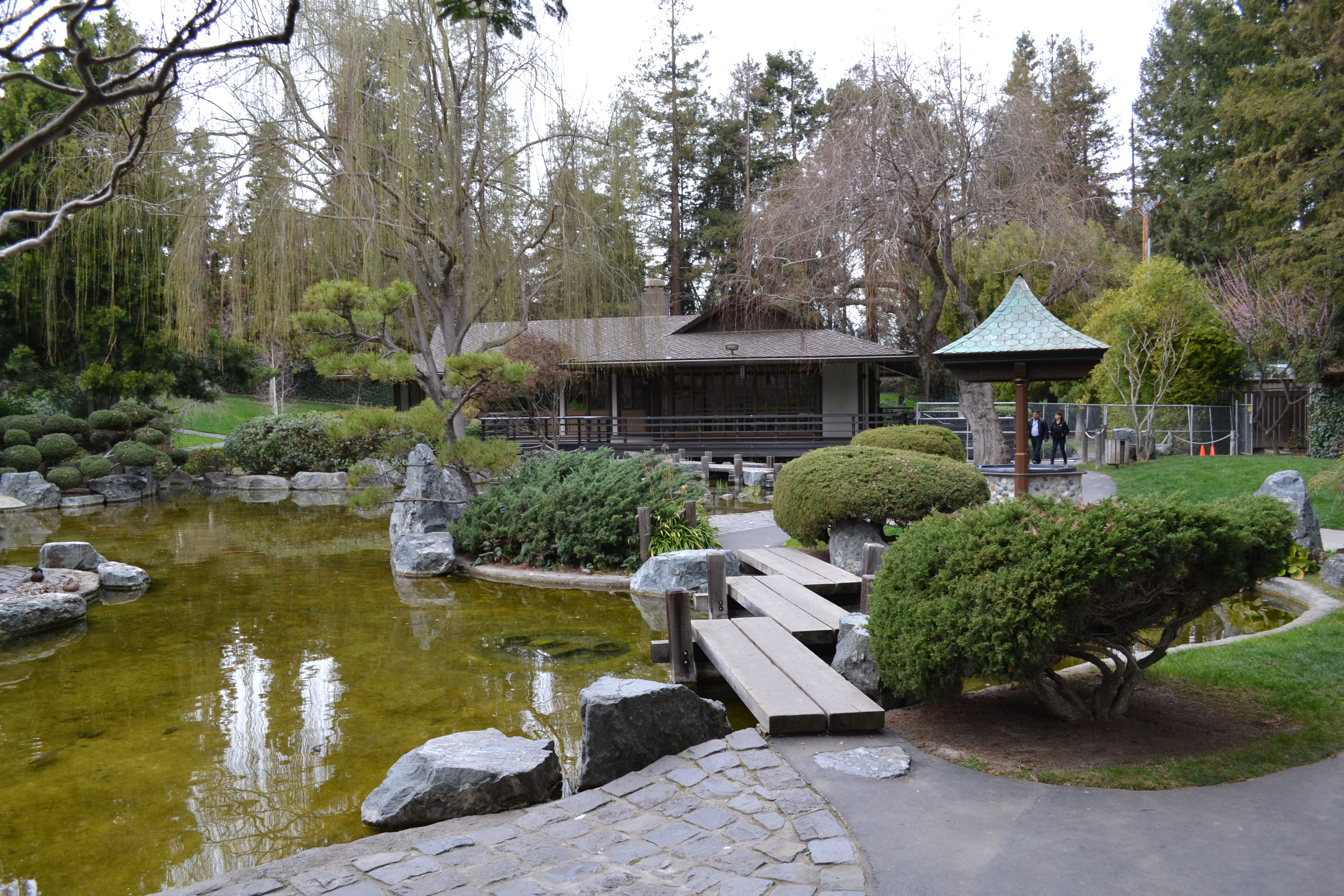
Puente en el estanque inferior del "Japanese Friendship Garden".
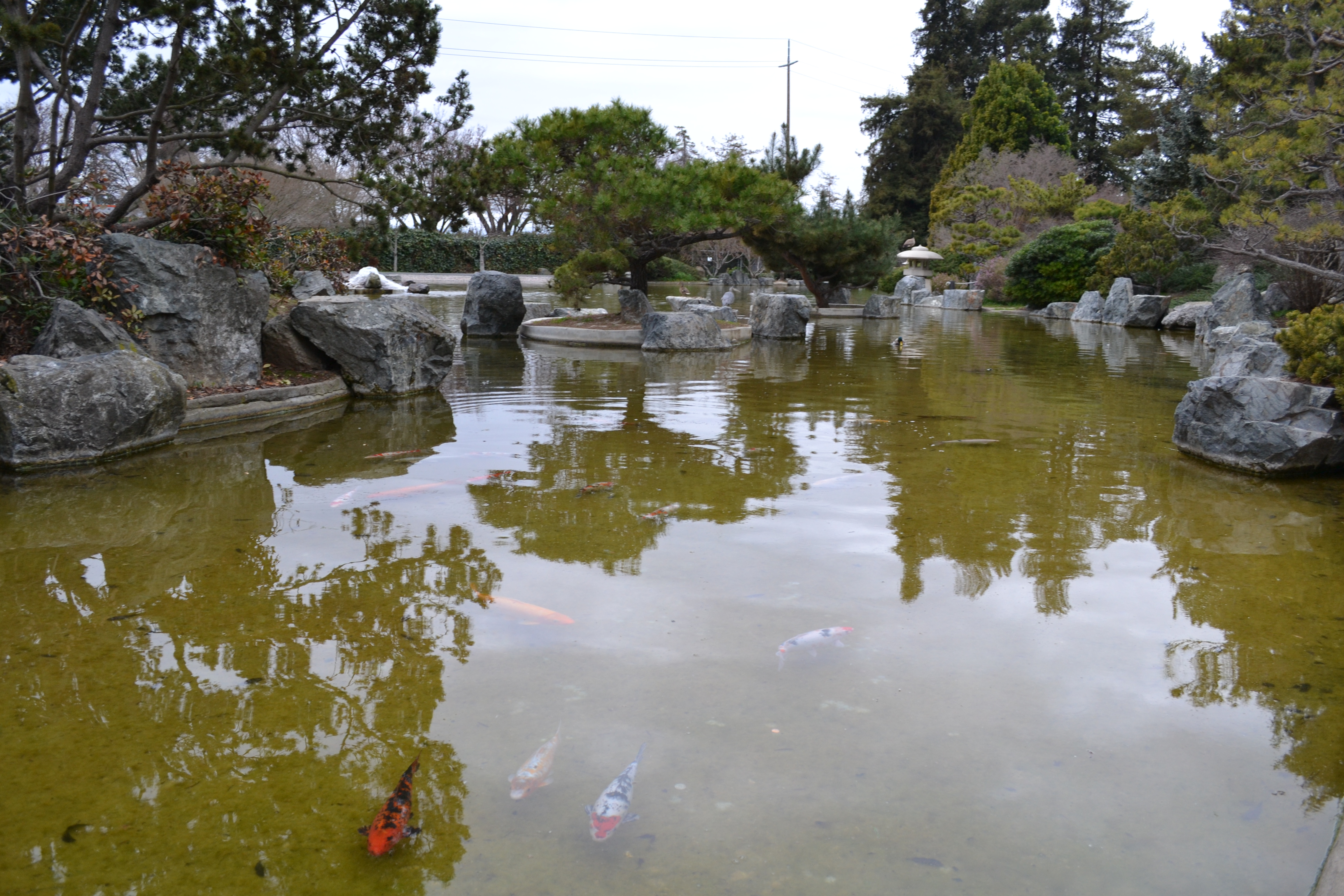
Estanque superior.
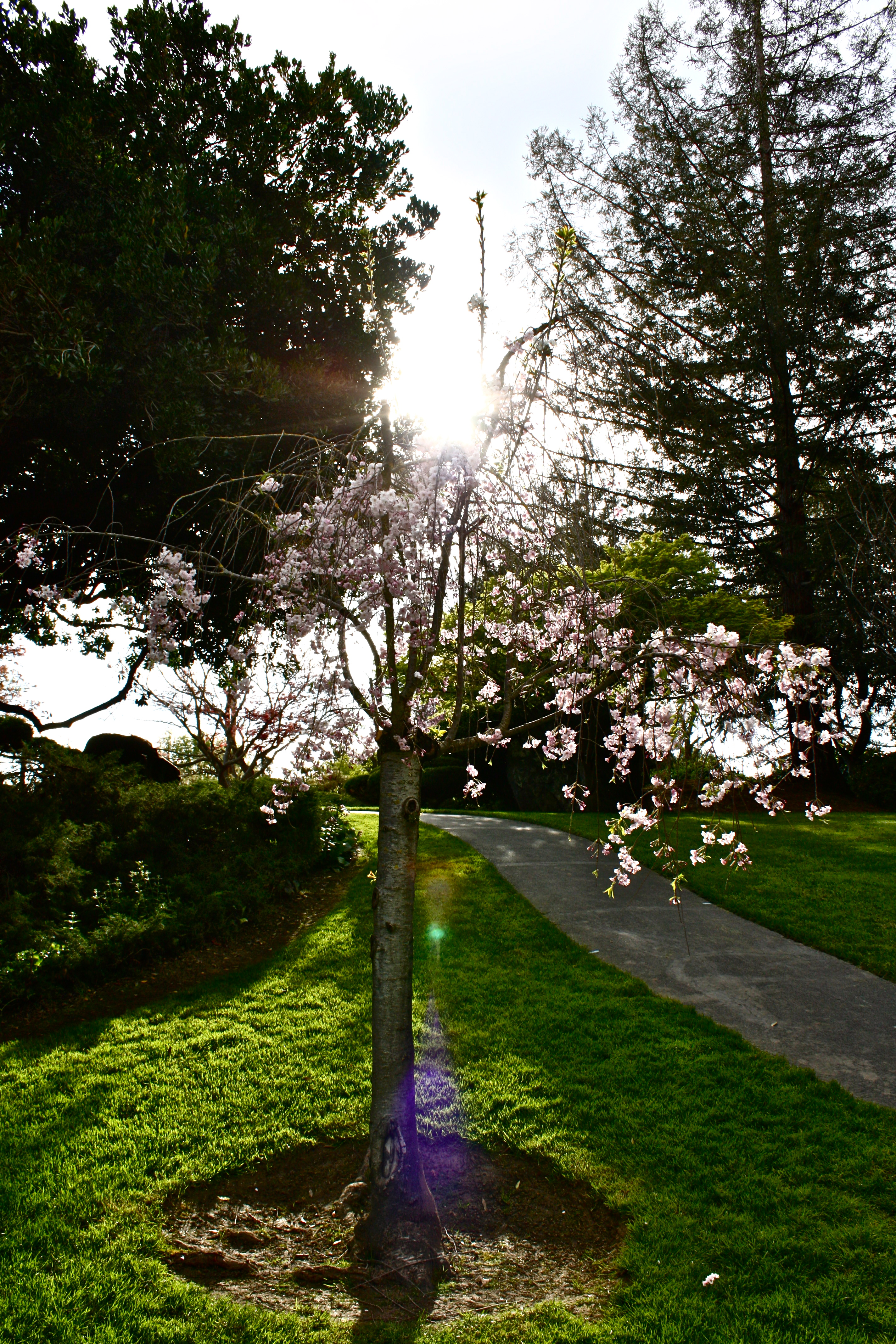
Cerezo en floración junto al estanque inferior.
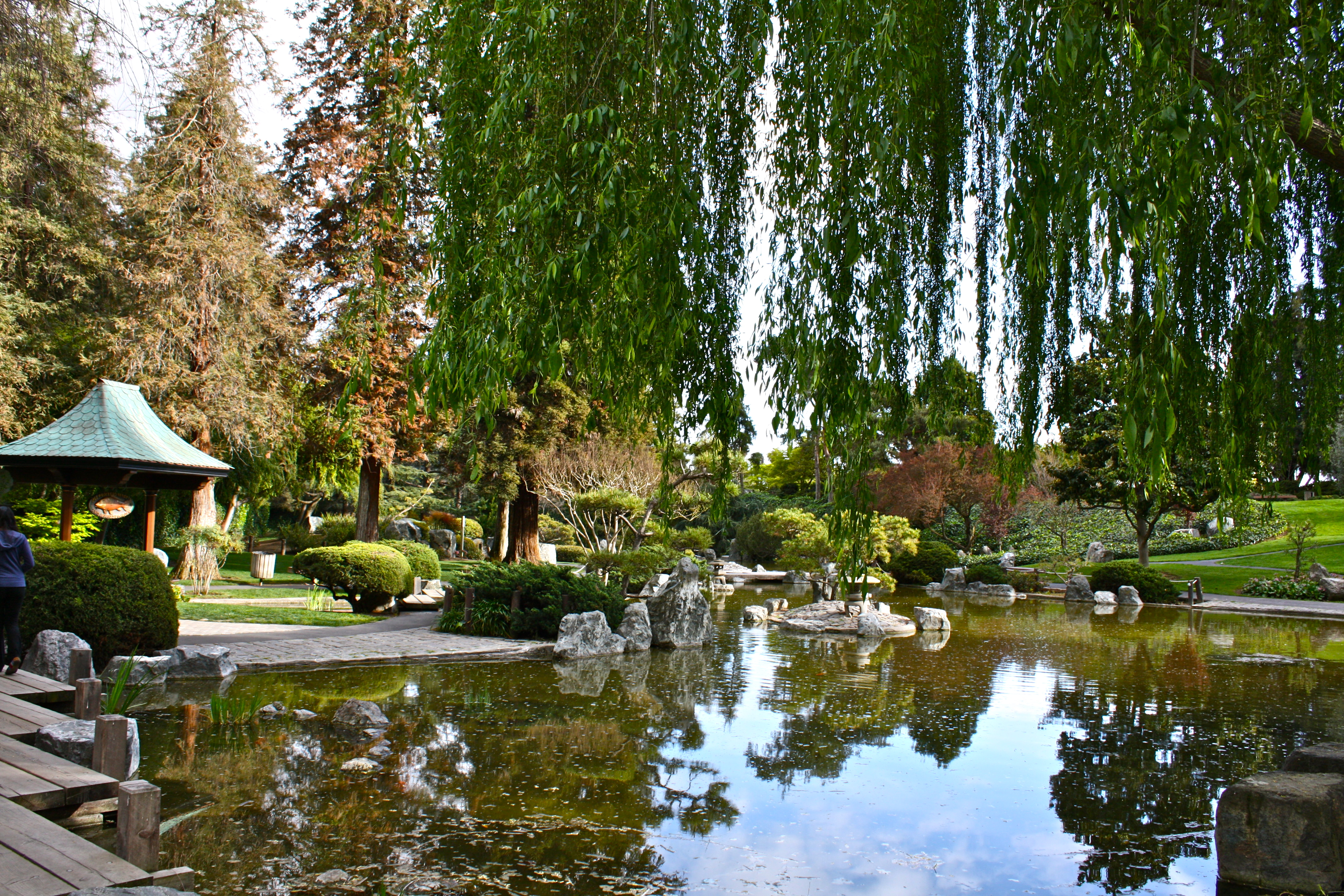
Estanque inferior.
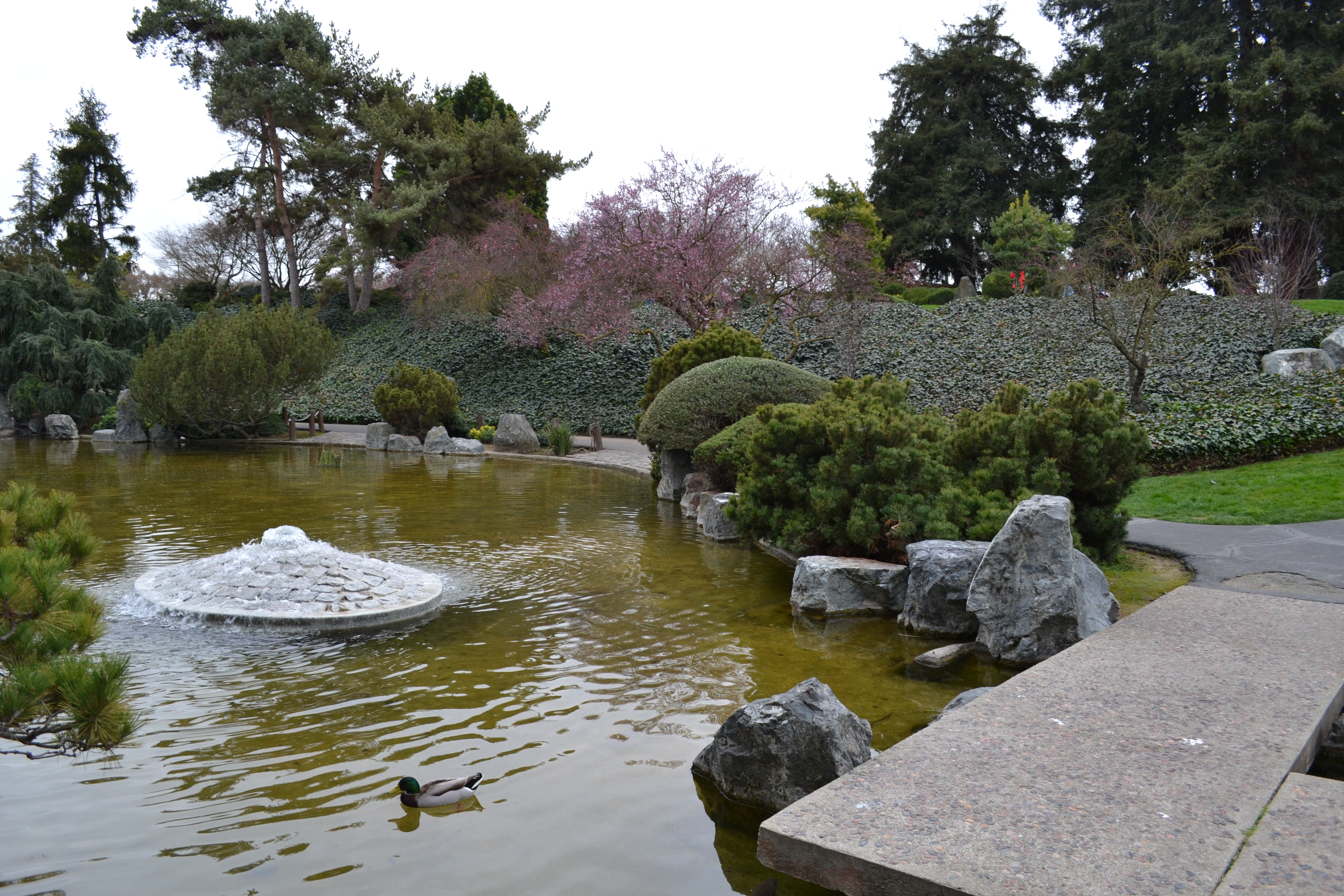
Estanque inferior.

Las linternas de piedra (Tōrō) rodeada de plantas, son parte integrante de un jardín japonés. La forma del tejado atrapará la nieve en el invierno, lo que le dará un aspecto pintoresco con su copete de nieve.

Linternas
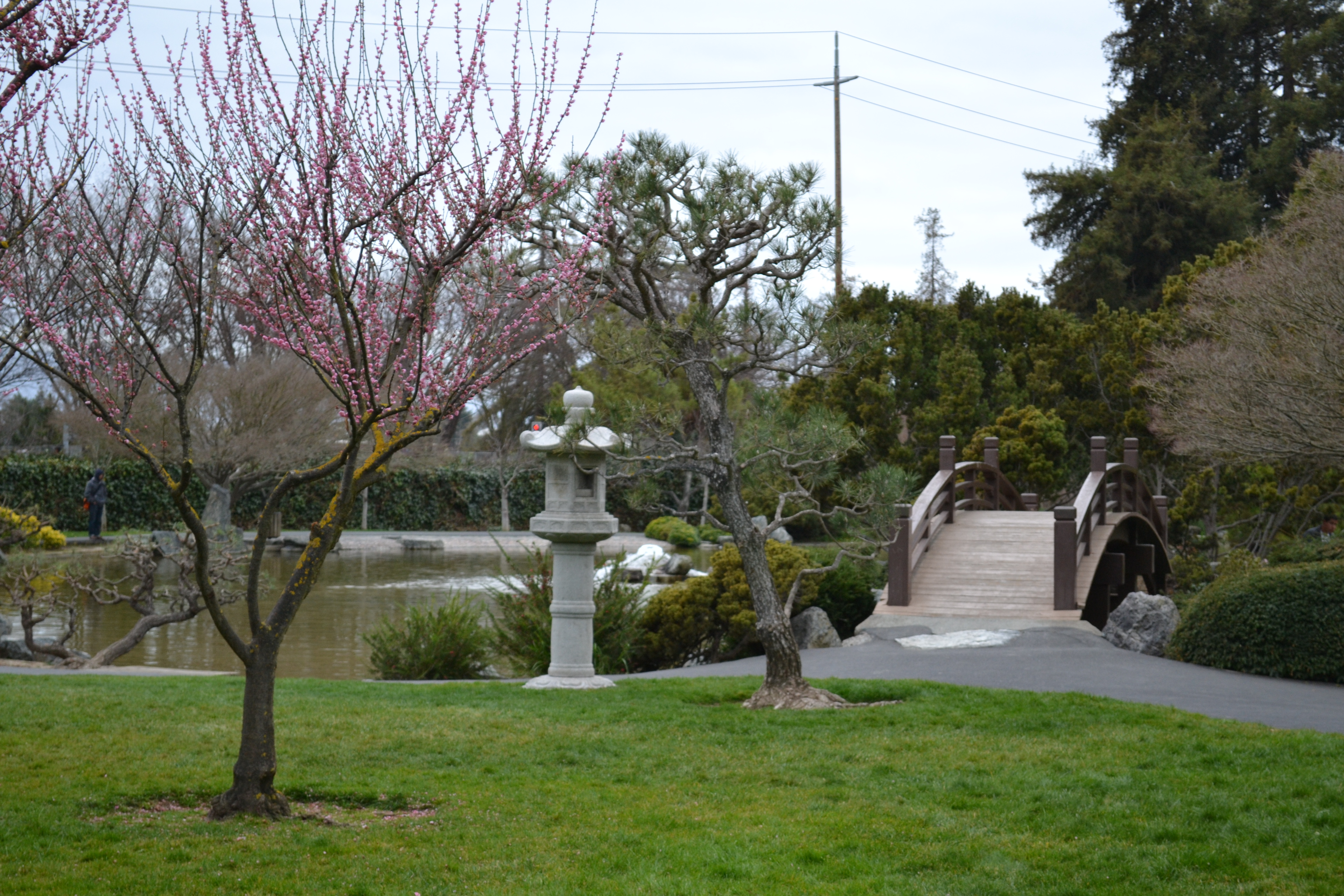
Una de las linternas junto al estanque.
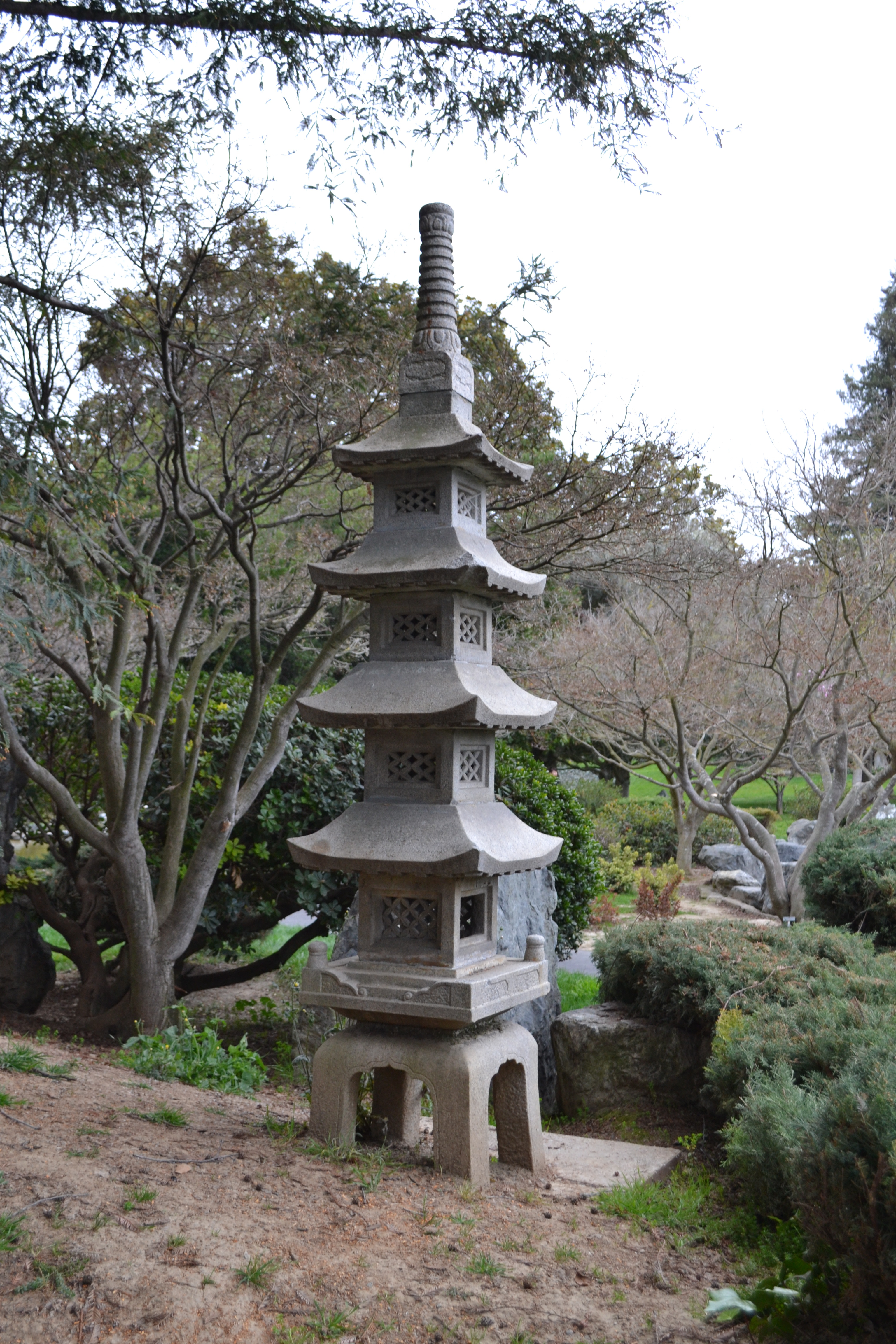
Linterna en forma de pagoda.
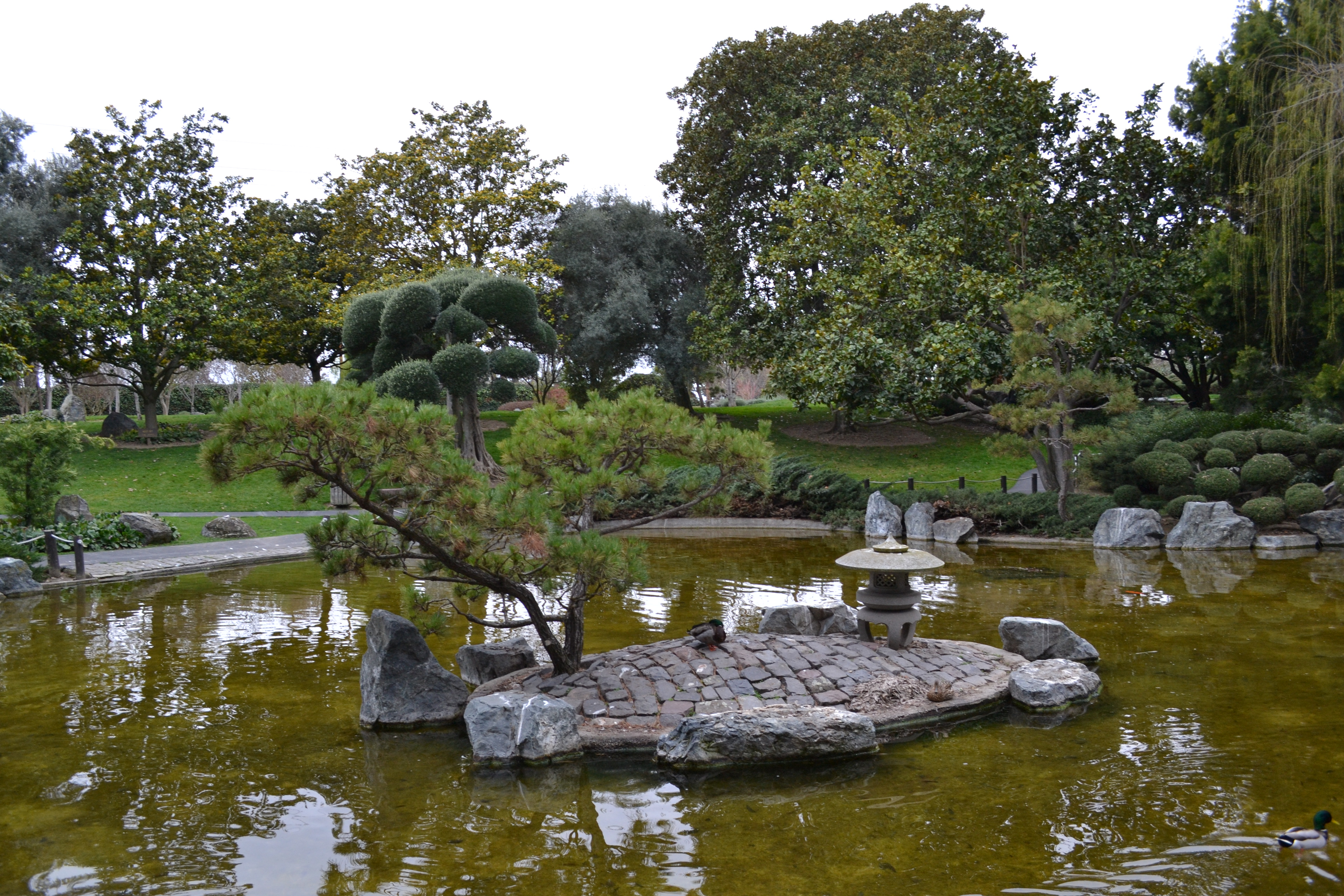
Estanque inferior con una linterna en su isla.
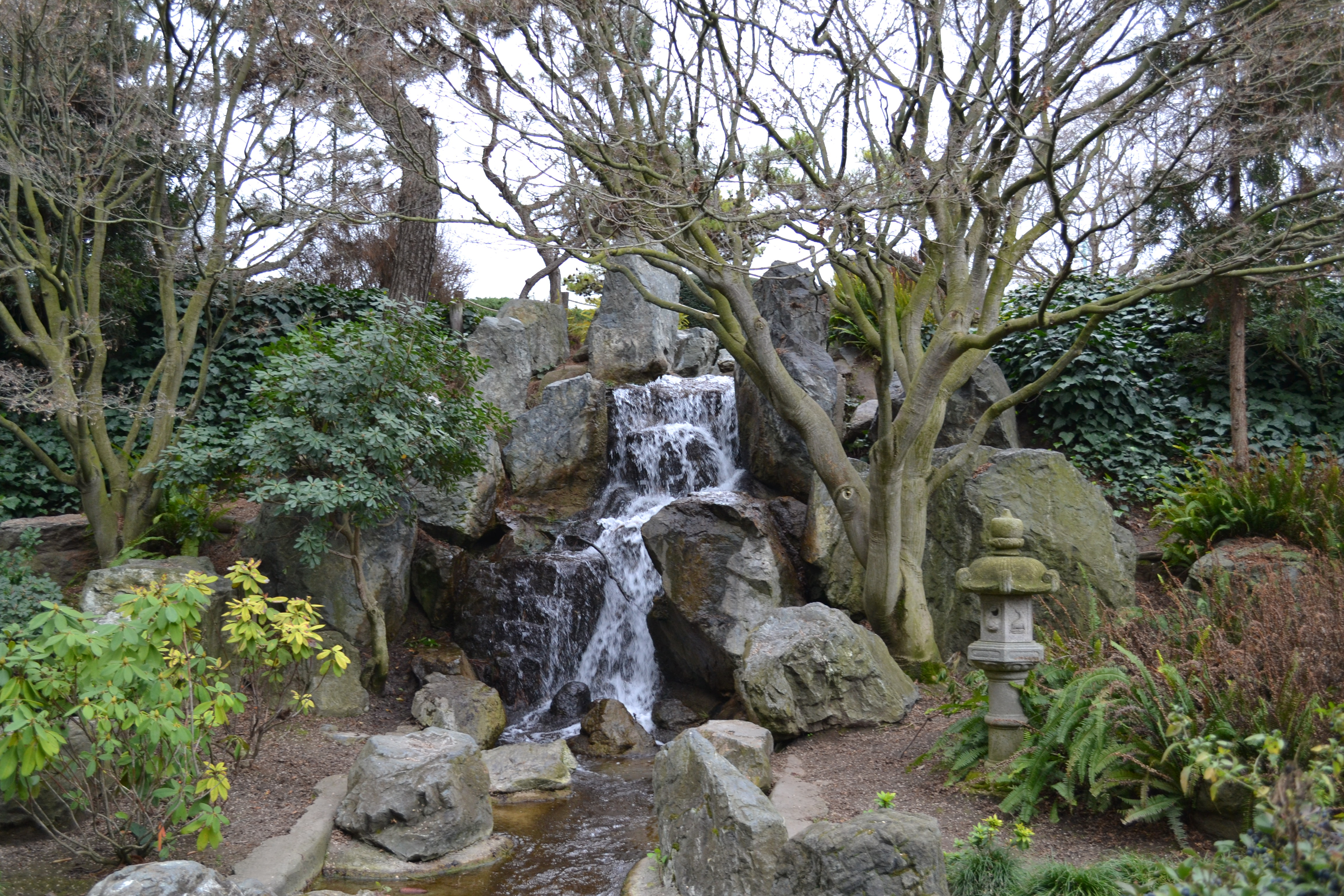
Linterna junto a la cascada que comunica los dos estanques.